# 平田震撼
平田震撼（日語：ヒラボクディープ），是日本純種競賽馬匹。生涯主要出戰中距離賽事，曾勝出2013年青葉賞。

## 出賽前
2010年4月26日出生於北海道日高町下河邊牧場，成長途中於拍賣會上被馬主集團平田牧場以2625萬日圓購入。
其後交由美浦訓練中心練馬師國枝榮訓練。

## 競賽生涯

### 2歲
2012年10月27日出戰東京競馬場2歲新馬戰，採用先行戰術下維持於約莫第三、四左右的位置，於直路順利衝出下取得首勝。
其後出戰葉牡丹賞，本次比賽處於中團位置下於直路未能進一步衝刺，最終僅跑獲第六。

### 3歲
2013年2月以海鷗賞，繼續採用中團戰術於第七左右逐步上前，但於直路上仍然被對手壓制，最終以第四完賽。
3星期後隨即出戰水仙賞，本次比賽重拾新馬戰時較為主動的戰術，搶佔先頭位置下維持於第四左右。進入直路後，其於中檔位置成功透出並迫近前方賽駒，最終超越對手以頸位優勢取得勝。
稍為休養過後於4月以青葉賞作為目標，比賽初段於順利出閘下保持於第四的位置，於最後彎道開始發力透出並望空。進入直路後，其繼續維持不俗的走勢進行加速，最終成功超越領放馬地球音速，率先衝線下取得首個分級賽冠軍。
5月按照計劃出戰東京優駿（日本打吡），然而採取後上戰術下未能於直路突破，最終以第十三大敗。
進入秋季後，其以聖烈特紀念作為起動戰但僅跑獲第十三，於正賽菊花賞更因為力盡以尾二第十七大敗。

### 4歲
2014年年初出戰白富士錦標，但於直路未能扭轉留後的局面下僅跑獲第八。
賽後，其因為腳部受傷進入休養。
12月21日復出出戰十二月錦標，於後方位置等待時機下在直路嘗試衝出，最終跑獲一席第四。

### 5歲
2015年年初出戰兩場分級賽京都紀念及中山紀念，但均以第九的名次完賽。
其後選擇挑戰公開賽級別的賽事，於福島民報盃取得第八後，出戰蒙古國總統賞時候發揮出不俗的表現，最終僅落後神燈光照及Festive Taro取得第三。
進入夏季，其重新挑戰分級賽，於葉森盃及七夕賞分別取得第五及第六，其後由於札幌日經公開賽以第六完賽。
於秋季其選擇出戰丹頂錦標作為調整，比賽初段處於後方的位置下在第三開始發力上前，在第四彎道中段經已和領放馬並排。進入直路後，其繼續以猛烈的勢頭加速衝出，最終順利彈離對手下以3 1/2馬位優勢取得時隔2年4個月的勝利。
11月選擇出戰二級賽阿根廷共和國盃，然而於比賽途中受到變化地的影響未能加速上前，最終以包尾大敗。
賽後，其再度被發現此前的傷患復發，因而進入休養並跳過6歲生涯。

### 7歲
2017年復出出戰白富士錦標，於其中取得第六的戰績。
其後繼續出戰各項賽事，但未能取得任何較佳的戰績。
9月3日於丹頂錦標以第十完賽後，陣營決定安排其退役，並於9月6日取消日本中央競馬會的賽駒註冊。

### 詳細賽績
| 日期       | 舉辦國家 | 馬場 | 距離   | 級別 | 賽事名稱       | 負重 | 騎師     | 馬號 | 出馬 | 名次 | 時間   | 頭馬（二馬）      |
| ---------- | -------- | ---- | ------ | ---- | -------------- | ---- | -------- | ---- | ---- | ---- | ------ | ----------------- |
| 27/10/2012 | 日本     | 東京 | 草1600 |      | 2歲新馬        | 55   | 蛯名正義 | 5    | 12   | 1    | 1:39.1 | （Pop Gems）      |
| 1/12/2012  | 日本     | 中山 | 草2000 |      | 葉牡丹賞       | 55   | 蛯名正義 | 3    | 13   | 6    | 2:04.1 | Tosen Yamato      |
| 2/2/2013   | 日本     | 東京 | 草2400 |      | 海鷗賞         | 55   | 蛯名正義 | 11   | 12   | 4    | 2:29.7 | Arveyron          |
| 23/2/2013  | 日本     | 中山 | 草2200 |      | 水仙賞         | 55   | 蛯名正義 | 5    | 10   | 1    | 2:17.1 | （Shiny Riva）    |
| 27/4/2013  | 日本     | 東京 | 草2400 | GII  | 青葉賞         | 56   | 蛯名正義 | 5    | 18   | 1    | 2:26.2 | （音速動力）      |
| 26/5/2013  | 日本     | 東京 | 草2400 | GI   | 東京優駿       | 57   | 蛯名正義 | 7    | 18   | 13   | 2:25.0 | 高情厚意          |
| 17/9/2013  | 日本     | 中山 | 草2200 | GII  | 聖烈特紀念     | 56   | 蛯名正義 | 6    | 15   | 13   | 2:14.3 | Yule Singing      |
| 20/10/2013 | 日本     | 京都 | 草3000 | GI   | 菊花賞         | 57   | 蛯名正義 | 11   | 18   | 17   | 3:10.2 | 神威啟示          |
| 1/2/2014   | 日本     | 東京 | 草2000 | OP   | 白富士錦標     | 56   | 蛯名正義 | 3    | 14   | 8    | 2:00.6 | Air Saumur        |
| 21/12/2014 | 日本     | 中山 | 草1800 | OP   | 十二月錦標     | 56   | 大野拓彌 | 5    | 13   | 4    | 1:48.7 | 紅鴉俠            |
| 15/2/2015  | 日本     | 京都 | 草2200 | GII  | 京都紀念       | 56   | 國分優作 | 5    | 11   | 9    | 2:12.2 | 朗日清天          |
| 1/3/2015   | 日本     | 中山 | 草1800 | GII  | 中山紀念       | 56   | 大野拓彌 | 1    | 11   | 9    | 1:51.9 | 新紀錄            |
| 12/4/2015  | 日本     | 福島 | 草2000 | OP   | 福島民報盃     | 56   | 丸田恭介 | 5    | 15   | 8    | 2:00.0 | 霜白絕塵          |
| 23/5/2015  | 日本     | 東京 | 草1800 | OP   | 蒙古國總統賞   | 56   | 柴山雄一 | 7    | 17   | 3    | 1:45.0 | 神燈光照          |
| 14/6/2015  | 日本     | 東京 | 草1800 | GII  | 葉森盃         | 56   | 柴山雄一 | 4    | 13   | 5    | 1:45.9 | 榮進之光          |
| 12/7/2015  | 日本     | 福島 | 草2000 | GIII | 七夕賞         | 56   | 横山典弘 | 13   | 16   | 6    | 1:58.6 | 雄偉駒            |
| 8/8/2015   | 日本     | 札幌 | 草2600 | OP   | 札幌日經公開賽 | 56   | 三浦皇成 | 10   | 11   | 6    | 2:39.5 | 飛毛駒            |
| 6/9/2015   | 日本     | 札幌 | 草2600 | OP   | 丹頂錦標       | 56   | 池添謙一 | 3    | 14   | 1    | 2:41.8 | （Admire Flight） |
| 8/11/2015  | 日本     | 東京 | 草2500 | GII  | 阿根廷共和國盃 | 57   | 池添謙一 | 10   | 18   | 18   | 2:38.1 | 黃金伶人          |
| 28/1/2017  | 日本     | 東京 | 草2000 | OP   | 白富士錦標     | 57   | 北村宏司 | 2    | 14   | 6    | 2:01.2 | 鈴鹿不羈          |
| 26/2/2017  | 日本     | 中山 | 草1800 | GII  | 中山紀念       | 56   | 北村宏司 | 6    | 11   | 10   | 1:48.6 | 新寫實派          |
| 6/5/2017   | 日本     | 東京 | 草2400 | OP   | 都市錦標       | 57   | 北村宏司 | 12   | 13   | 9    | 2:26.0 | Volsheb           |
| 5/8/2017   | 日本     | 札幌 | 草2600 | OP   | 札幌日經公開賽 | 57   | 蛯名正義 | 6    | 10   | 10   | 2:42.1 | Mondo Intero      |
| 3/9/2017   | 日本     | 札幌 | 草2600 | OP   | 丹頂錦標       | 56   | 蛯名正義 | 8    | 14   | 10   | 2:45.8 | Prestwick         |

## 退役後
退役後，平田震撼成為了配種馬，於北海道浦河町East Stud休養，在2018年進行配種。首批子嗣於2019年出生。首批子嗣可於2021年出賽。
2019年4月，其被輸出至智利，於當地繼續作為配種馬使用。

## 血統簡介
父系大震撼爲日本賽駒，爲日本賽馬史上第二匹無敗三冠馬，生涯出戰十四場賽事僅得兩場未能勝出，退役後配種成績亦極爲優秀。祖父週日寧靜是美國三冠賽雙軍馬，退役後在日本配種，在日本馬壇相當成功，贏得多項分級賽事，其子嗣贏得巨額獎金。
母系Cat Ali為美國賽駒，生涯僅得一勝。外祖父爲美國著名種馬雷貓，爲1990年代最具代表性的種馬之一。

### 血統表
| 父線：週日寧靜系（Halo系）      |                               |              |                 |
| 種馬 大震撼 2002年（棗色）      | 週日寧靜 1986年（棕色）       | Halo         | Hail to Reason  |
| 種馬 大震撼 2002年（棗色）      | 週日寧靜 1986年（棕色）       | Halo         | Cosmah          |
| 種馬 大震撼 2002年（棗色）      | 週日寧靜 1986年（棕色）       | Wishing Well | Understanding   |
| 種馬 大震撼 2002年（棗色）      | 週日寧靜 1986年（棕色）       | Wishing Well | Mountain Flower |
| 種馬 大震撼 2002年（棗色）      | 風中秀髮 1991年（棗色）       | Alzao        | 利法爾          |
| 種馬 大震撼 2002年（棗色）      | 風中秀髮 1991年（棗色）       | Alzao        | Lady Rebecca    |
| 種馬 大震撼 2002年（棗色）      | 風中秀髮 1991年（棗色）       | Burghclere   | Busted          |
| 種馬 大震撼 2002年（棗色）      | 風中秀髮 1991年（棗色）       | Burghclere   | Highclere       |
| 繁殖雌馬 1999年（棗色）         | 雷貓 1983年（深棗色）         | 雷鳥         | 北地舞人        |
| 繁殖雌馬 1999年（棗色）         | 雷貓 1983年（深棗色）         | 雷鳥         | South Ocean     |
| 繁殖雌馬 1999年（棗色）         | 雷貓 1983年（深棗色）         | Terlingua    | 秘書處          |
| 繁殖雌馬 1999年（棗色）         | 雷貓 1983年（深棗色）         | Terlingua    | Crimson Saint   |
| 繁殖雌馬 1999年（棗色）         | Carless Kitten 1980年（灰色） | Caro         | Fortino         |
| 繁殖雌馬 1999年（棗色）         | Carless Kitten 1980年（灰色） | Caro         | Chambord        |
| 繁殖雌馬 1999年（棗色）         | Carless Kitten 1980年（灰色） | T.C. Kitten  | Tom Cat         |
| 繁殖雌馬 1999年（棗色）         | Carless Kitten 1980年（灰色） | T.C. Kitten  | Needlebug       |
| 雌系：Belle Rose系（號族：8-c） |                               |              |                 |
| 五代內近親交配：北地舞人 5×4    |                               |              |                 |

## 命名由來
名字中，Hiraboku（ヒラボク）為馬主平田牧場之冠名，就是牧場名字中「平」之訓讀及「牧」之音讀的結合，香港則翻譯為「平田」，Deep（ディープ）意思為深刻、深入，繼承自父系大震撼之名字。

## 外部連結
- 平田震撼 netkeiba.com （页面存档备份，存于）
- 血統表 （页面存档备份，存于）